# Roger Cuche
Roger Cuche (ur. 27 października 1928 w La Chaux-de-Fonds, zm. 10 kwietnia 1999 tamże) – szwajcarski pięściarz. Reprezentant kraju podczas igrzysk olimpijskich w 1952 w Helsinkach.
Na igrzyskach w Helsinkach wystąpił w turnieju wagi lekkiej. W pierwszej rundzie przegrał z Freddiem Reardonem, reprezentującym Wielką Brytanię.